# 오스카르 클레인
오스카르 베니아민 클라인 또는 클레인(스웨덴어: Oskar Benjamin Klein, 1894년 9월 15일 ~ 1977년 2월 5일)은 스웨덴의 이론물리학자다. 양자장론의 기본을 이루는 클라인-고든 방정식과, 끈 이론에서 핵심적인 역할을 하는 칼루차-클레인 이론을 도입하였다. (클레인이라는 표기는 잘못이나, 연관된 위키백과의 여러 표기들이 이미 클레인으로 표기되어 있어 클레인으로도 표기한다.)

## 생애
클라인은 스톡홀름 외곽 단데뤼드시에서 스톡홀름 최고 랍비 고틀립 클라인Gottlieb Klein과 토니 레비Antonie Levy의 아들로 태어났다. 아버지는 헝가리 왕국(현재의 슬로바키아) 후멘네 출신이었다. 클레인은 어린 나이에 노벨 연구소에서 스반테 아레니우스의 제자가 되었고 제1차 세계대전이 발발했을 때는 프랑스의 장 바티스트 페랭애게 가는 도중에 군대에 징집되었다.
1917년부터 코펜하겐 대학교에서 닐스 보어애게 몇 년 간 수학했으며, 1921년에 스톡홀름 대학교 칼리지University College of Stockholm (현 스톡홀름 대학교)에서 박사 학위를 받았다. 1923년 그는 앤아버에 있는 미시간 대학교에서 교수직을 맡아서, 막 결혼한 덴마크 출신의 아내 게르다 코흐Gerda Koch와 함께 그곳으로 이사했다. 클라인은 1925년 덴마크 코펜하겐으로 돌아왔고, 네덜란드 레이던에서 파울 에렌페스트와 함께 시간을 보냈다. 1926년 룬드 대학교에서 도슨트가 되었으며, 1930년 스톡홀름 대학의 물리학 교수가 되었다. 스톡홀름 대학의 전임 교수는 에리크 이바르 프레드홀름이었고, 그는 1927년 사망했다. 클라인은 1959년 막스 플랑크 메달을 받았다. 그리고 1962년 명예 교수로 은퇴했다.
클라인은 칼루차–클라인 이론의 일부 아이디어를 발견한 것으로 알려져 있다. 이 아이디어는 여분 차원들이 물리적으로 실재하지만 돌돌 말려있고 매우 작을 수 있다는 것으로, 끈 이론에 필수적인 아이디어이다.
1938년 그는 전하-하전 약한 상호작용(방사성 붕괴)에 대한 보존 교환 모형을 제안했다. 일본 물리학자 유카와 히데키의 유사한 제안 이후 몇 년 후 일이었다. 클라인의 모형은 국부적 등방성 게이지 대칭을 기반으로 했으며, 이 이론이 나옮으로써 차후에 양-밀스 이론이 나오는 기반이 되었다.
스톡홀름 대학에서 매년 열리는 오스카르 클레인 기념 강연(Oskar Klein Memorial Lecture)은 그의 이름을 땄다. 스웨덴 스톡홀름에 있는 오스카르 클라인 우주입자 물리학 센터(The Oskar Klein Centre for Cosmoparticle Physics)도 그를 기린다.
오스카르 클라인은 헬레 클라인Helle Klein의 할아버지이다.